# Recodo
Recodo, antaño conocido como La Caldera, es un barrio urbano de la ciudad de Zamboanga, municipio de primera categoría perteneciente a  la provincia de Zamboanga del Sur en la Región Administrativa de Península de Zamboanga (Región IX) situada al suroeste de la  República de Filipinas  en la isla de Mindanao.

## Geografía
Situado en la costa occidental del Mar de Joló a 14,45 km del centro de la ciudad, accesible por carretera y también por mar.
Su término linda al norte con los barrios de Tulungatung y de Caguit; al sur con el Estrecho de Basilán; al este con el barrio de  Caguit (Cawit); y al oeste con el barrio de Ayala.

### Demografía
En el año 2007 contaba con 17 754 habitantes que ocupaban 3174 hogares. En 2010 la población asciende a 18 172 habitantes.

## Economía
La mayoría de los residentes, principalmente los que viven cerca de la costa, son pescadores.
Tiene dos diques secos, a saber; DMCI, Inc. y  Varadero Recodo.
M&S Inc. es un fabricante de chapa de madera y madera contrachapada que se está exportando.
Miramar Fish, Inc. fabrica harina de pescado tanto para la exportación como para el mercado local.

## Historia
En 1937 Recodo obtiene la condición de barrio en virtud de la Commonwealth Act N.º 39.

## Administración
Su alcalde (Punong Barangay) es Boy J. Aminula.
Forma parte del Distrito I.

## Festividades
Su fiesta patronal se celebra el día 7 de octubre